# Juthapauwa
Juthapauwa (nepalski: जुठापौवा) – gaun wikas samiti w zachodniej części Nepalu w strefie Lumbini w dystrykcie Palpa. Według nepalskiego spisu powszechnego z 2001 roku liczył on 652 gospodarstw domowych i 3734 mieszkańców (1911 kobiet i 1823 mężczyzn).